# Alvão (Vila Pouca de Aguiar)
Alvão  é uma freguesia portuguesa do município de Vila Pouca de Aguiar, com 53,07 km² de área e 774 habitantes (censo de 2021). A sua densidade populacional é 14,6 hab./km².

## História
Foi criada aquando da reorganização administrativa de 2012/2013, resultando da agregação das antigas freguesias de Afonsim, Gouvães da Serra, Lixa do Alvão e Santa Marta da Montanha.
Inclui no seu território os lugares de Afonsim, Carrazedo do Alvão (sede), Colonos, Gouvães da Serra, Lixa do Alvão, Paredes do Alvão, Pinduradouro, Povoação, Reguengo, Santa Marta da Montanha, Trandeiras e Viduedo.

## Demografia
A população registada nos censos foi:
| Distribuição da População por Grupos Etários | Distribuição da População por Grupos Etários | Distribuição da População por Grupos Etários | Distribuição da População por Grupos Etários | Distribuição da População por Grupos Etários | Distribuição da População por Grupos Etários |
| -------------------------------------------- | -------------------------------------------- | -------------------------------------------- | -------------------------------------------- | -------------------------------------------- | -------------------------------------------- |
| Antes da agregação                           |                                              |                                              |                                              |                                              |                                              |
| Ano                                          | 0-14 anos                                    | 15-24 anos                                   | 25-64 anos                                   | >= 65 anos                                   | Total                                        |
| 2001                                         | 79                                           | 131                                          | 291                                          | 144                                          | 645                                          |
| 2011                                         | 68                                           | 91                                           | 478                                          | 238                                          | 875                                          |
| Após a agregação                             |                                              |                                              |                                              |                                              |                                              |
| Ano                                          | 0-14 anos                                    | 15-24 anos                                   | 25-64 anos                                   | >= 65 anos                                   | Total                                        |
| 2021                                         | 68                                           | 46                                           | 389                                          | 271                                          | 774                                          |